# Monumento a Bernardo O'Higgins (Santiago de Chile)
El monumento a Bernardo O'Higgins es una obra escultórica de bronce sobre una base de mármol, que representa el momento en que Bernardo O'Higgins atraviesa con su caballo sobre un enemigo derrotado de las tropas realistas en la batalla de Rancagua en 1814. Se encuentra en la Alameda frente al Palacio de La Moneda, en la plaza de la Ciudadanía de la ciudad de Santiago, Chile.
Obra del francés Albert-Ernest Carrier-Belleuse, fue inaugurado el 19 de mayo de 1872. Su pedestal presenta cuatro bajorrelieves que representan la vida del prócer, dos de ellos realizados por el escultor chileno Nicanor Plaza.

## Historia

### Proyectos y realización
En 1844 el presidente Manuel Bulnes envió al Senado un proyecto de ley que proponía la repatriación de los restos de Bernardo O'Higgins, que murió exiliado en Perú, y la construcción de un monumento en su honor en la capital. Sin haberse materializado esta iniciativa, fue retomada por un artículo publicado por el diario El Ferrocarril en 1863, que recibió respaldo oficial en 1868 cuando se realizaron las ceremonias de exhumación y el traslado de los restos desde Lima.
Paralelamente al traslado se conformó una comisión para la creación de un monumento, que convocó a un concurso público en París por intermedio del cónsul general de Chile en Francia, Francisco Fernández Rodella. Dentro de las pautas preestablecidas del concurso se encontraba la manifestación de la expresa participación del escultor chileno Nicanor Plaza, para su colaboración con los relieves de la estatua. El proyecto ganador fue el monumento ecuestre del francés Albert-Ernest Carrier-Belleuse, quien hizo fundir la escultura en los talleres de Fourment, Houille & Cía. Una vez terminada, fue despachada por el cónsul Rodella desde Francia en julio de 1871.

### Inauguración

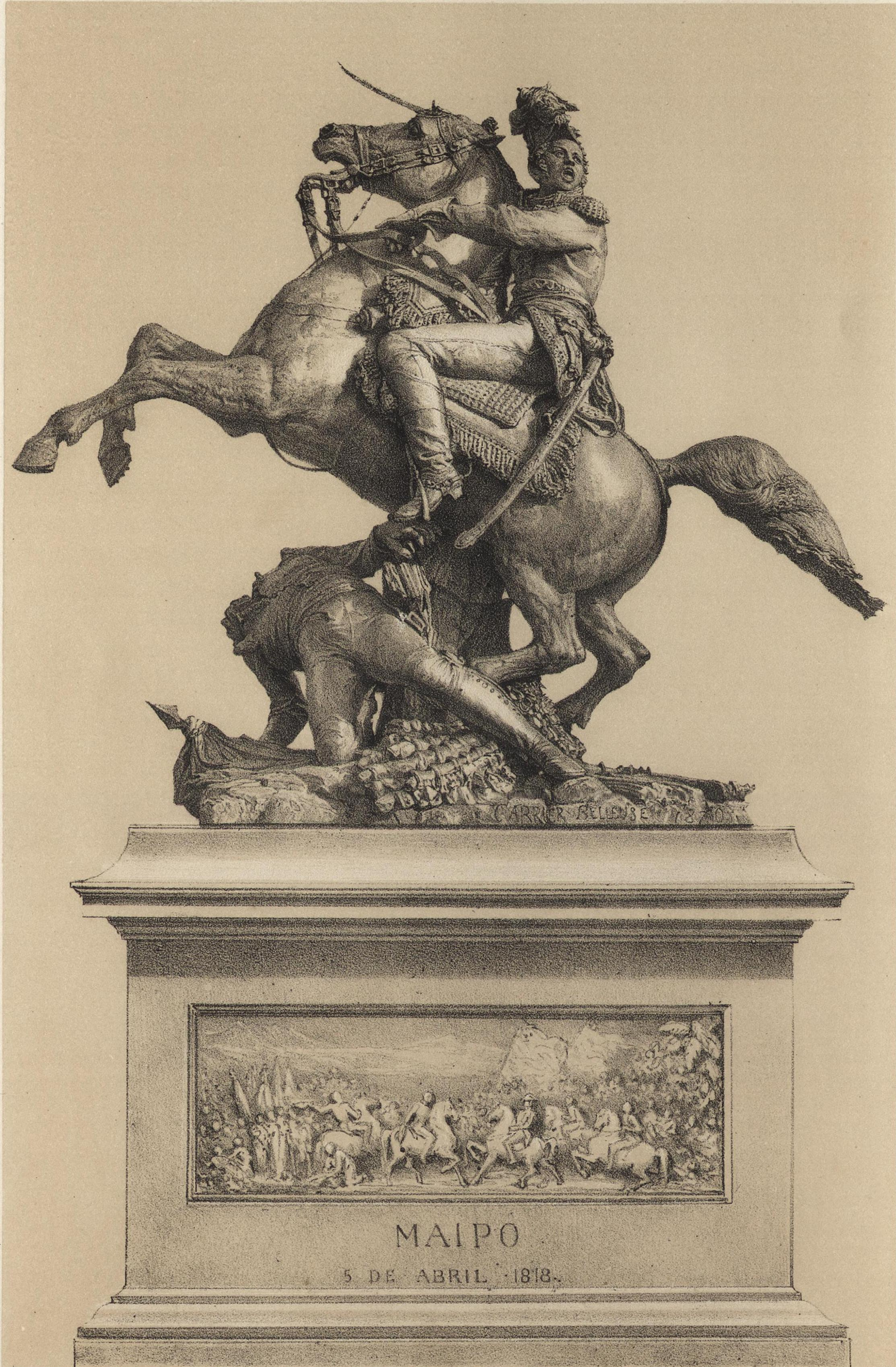
Ilustración del monumento por Recaredo Santos Tornero (1872).

La inauguración del monumento fue realizada el 19 de mayo de 1872, en medio de varias ceremonias. Las calles y avenidas de Santiago amanecieron embanderadas, y las bandas militares interpretaron los compases de la Canción Nacional frente a los cuarteles. Cerca de las 14 h hizo entrada el presidente Federico Errázuriz Zañartu, acompañado de sus ministros y escoltado por el Regimiento "Cazadores", seguido por columnas de estudiantes primarios y secundarios con banderas.
El descubrimiento del monumento, que se encontraba tapado por una tela tricolor, dio paso a la entonación del himno nacional y de la presentación de armas de las diversas guarniciones. Esto fue seguido por discursos de las autoridades presentes, y un desfile de las fuerzas armadas efectuado a las 17:30 h. Ya al anochecer fueron lanzados fuegos artificiales en el monumento.

### Emplazamiento

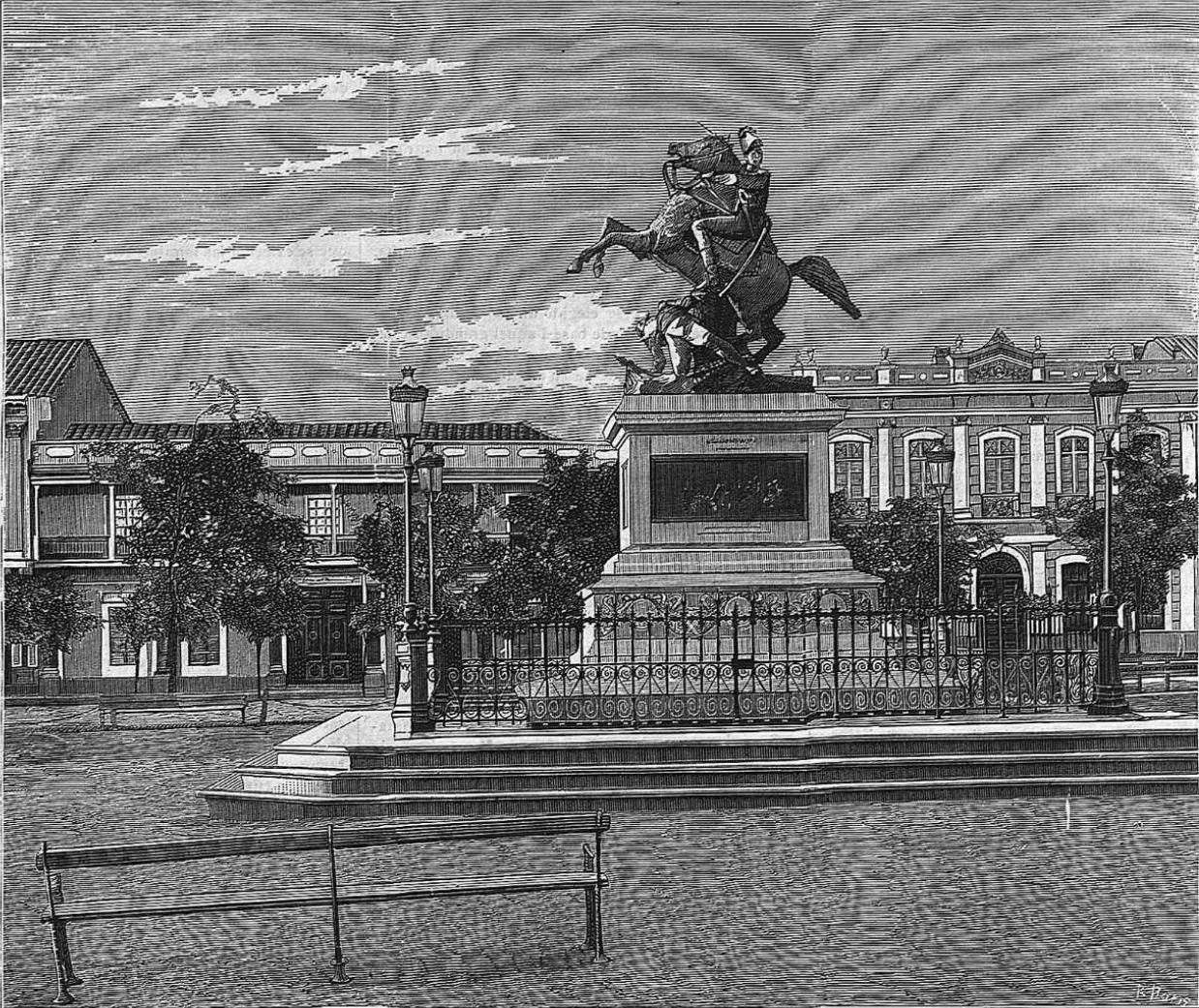
Monumento en 1879.

Cuando fue inaugurado, el monumento fue emplazado en el óvalo central de la Alameda frente al Palacio de La Moneda, espacio que el mismo O'Higgins trazó al realizar la transformación de La Cañada en un paseo público. Permaneció en este lugar hasta que en 1978 pasó a formar parte del complejo arquitectónico del Altar de la Patria, en el sector sur del Barrio Cívico. El altar, construido para albergar los restos de O'Higgins en una cripta subterránea, se construyó en la explanada a la entrada del Paseo Bulnes, y que con su transformación fue renombrada como plaza Libertador B. O'Higgins. El complejo presentaba en su parte más alta, que sobresalía del nivel de la calle, al monumento ecuestre, ubicado detrás de la ánfora de cobre que contenía la Llama de la Libertad.
El monumento se mantuvo en el Altar de la Patria hasta la definitiva erradicación del complejo arquitectónico debido a la construcción de la plaza de la Ciudadanía, como parte de las obras para conmemorar el Bicentenario de Chile, las cuales comenzaron en 2004. La plaza fue inaugurada en 2006 por el presidente Ricardo Lagos, y transformó el lugar donde se encontraba el altar en una limpia explanada. La estatua ecuestre tomó su posición en la Plaza de la Ciudadanía, al costado sur de la Alameda, en el sector oriente de la plaza.
En el sector poniente de la plaza, donde se encontraba una fuente desde que se creó la plaza de la Ciudadanía, se trasladó en 2010 el monumento a José Miguel Carrera, que se ubicaba en la Alameda con calle Dieciocho, como una manera de reencontrar simbólicamente a ambos próceres de la independencia de Chile en miras al Bicentenario de la nación.

## Descripción
El monumento de bronce, que se eleva en un pedestal de mármol, representa el momento en que Bernardo O'Higgins atraviesa con su caballo sobre un enemigo derrotado de las tropas realistas en la batalla de Rancagua en 1814. El jinete viste uniforme de general de brigada, sombrero apuntado, y sostiene con su mano izquierda las bridas del caballo, que se encuentra sostenido en sus patas traseras, y en la derecha mantiene su espada en alto.
En los costados del pedestal aparecen cuatro bajorrelieves, que llevan frases pronunciadas por O'Higgins, y que representan hitos de la vida del prócer. El combate de El Roble y la Abdicación de O'Higgins fueron realizados por Nicanor Plaza, mientras que La salida de la Escuadra Libertadora y el Encuentro de O'Higgins y San Martín en Maipú son obras de Carrier-Belleuse.
En el bajorrelieve del Combate de El Roble se muestra a O'Higgins herido de una pierna. En el caso del que da cuenta a su abdicación, se tomó como referencia un óleo del pintor francés Raymond Monvoisin. Por su parte, la salida de la Escuadra Libertadora, muestra a O'Higgins y al ministro José Ignacio Zenteno a caballo en el camino a Santiago, con O'Higgins apuntando a las velas que se van alejando en segundo plano. En el encuentro de O'Higgins con San Martín, muestra un saludo de ambos próceres en el campo de batalla de Maipú.